# Report (programa televisu italià)
|  | Aquest article tracta sobre l'emissió televisiva italiana. Si cerqueu el tipus de document, vegeu «Informe». |

Report és una emissió televisiva italiana realitzada per Sigfrido Ranucci que ofereix investigacions periodístiques. Milena Gabanelli va ser la presentadora de l'emissió des del començament fins al 28 de novembre del 2016. S'emet a Rai 3.
El programa, basat en l'esquema de gravat per televisió, va néixer a Rai 2 com a Professione Reporter i manté aquest nom de 1994 a 1996 a la tarda. A partir del 1997 evoluciona a Report i arriba a Rai 3 a primera hora del vespre amb un pressupost de 10 milions de lires per episodi.
Fins al 28 de novembre de 2016, l'autora i presentadora va ser la periodista autònoma Milena Gabanelli, el director era Claudio Del Signore; els periodistes de vídeo són: Giovanna Boursier, Michele Buono, Giovanna Corsetti, Giorgio Fornoni, Sabrina Giannini, Bernardo Iovene, Paolo Mondani, Sigfrido Ranucci, Piero Riccardi, Emilio Casalini, Giuliano Marrucci, Luca Chianca, Emanuele Bellano, Claudia Di Pasquale i Giorgio Mottola.
L'edició del programa està editada per Michele Ventrone. Chiara Baldassari va col·laborar fins a la seva mort, que es va produir sobtadament el 2005. En el passat, el periodista Paolo Barnard, autor d'algunes de les investigacions més crítiques cap als potentats econòmics de la globalització i cap als Estats Units i Israel, també va formar part del programa.
El 2016, el programa va guanyar el premi al millor programa de l'any. El 28 de novembre de 2016, tal com es va anunciar al començament de la temporada, la presentadora Milena Gabanelli va deixar el programa després de vint anys per dedicar-se a altres projectes. La realització del programa ha passat a Sigfrido Ranucci, ja coautor amb Gabanelli, a partir del 27 de març de 2017.

## Edicions
| Edició | Inici            | Final            | Episodis | Presentador      | Telespectadors | Share  |
| ------ | ---------------- | ---------------- | -------- | ---------------- | -------------- | ------ |
| 1      | 3 setembre 1997  | 4 maig 1998      | 6        | Milena Gabanelli | N.D.           | N.D.   |
| 2      | 24 setembre 1998 | 10 desembre 1998 | 9        | Milena Gabanelli | N.D.           | N.D.   |
| 3      | 29 setembre 1999 | 14 juny 2000     | 14       | Milena Gabanelli | N.D.           | N.D.   |
| 4      | 1 octubre 2000   | 1 març 2001      | 16       | Milena Gabanelli | N.D.           | N.D.   |
| 5      | 29 setembre 2001 | 28 agost 2002    | 16       | Milena Gabanelli | N.D.           | N.D.   |
| 6      | 24 setembre 2002 | 9 juny 2003      | 15       | Milena Gabanelli | N.D.           | N.D.   |
| 7      | 16 setembre 2003 | 6 juny 2004      | 15       | Milena Gabanelli | N.D.           | N.D.   |
| 8      | 10 setembre 2004 | 28 juny 2005     | 14       | Milena Gabanelli | N.D.           | N.D.   |
| 9      | 16 setembre 2005 | 4 juny 2006      | 13       | Milena Gabanelli | N.D.           | N.D.   |
| 10     | 24 setembre 2006 | 3 juny 2007      | 19       | Milena Gabanelli | 2.934.000      | 12,63% |
| 11     | 14 setembre 2007 | 1 juny 2008      | 19       | Milena Gabanelli | 3.390.000      | 12,58% |
| 12     | 12 octubre 2008  | 8 juliol 2009    | 19       | Milena Gabanelli | 3.357.000      | 13,53% |
| 13     | 11 octubre 2009  | 6 juny 2010      | 20       | Milena Gabanelli | 2.936.000      | 12,32% |
| 14     | 17 octubre 2010  | 12 juny 2011     | 18       | Milena Gabanelli | 3.425.000      | 13,05% |
| 15     | 23 octubre 2011  | 13 maig 2012     | 16       | Milena Gabanelli | 3.147.000      | 12,88% |
| 16     | 30 setembre 2012 | 19 maig 2013     | 18       | Milena Gabanelli | 2.874.000      | 10,79% |
| 17     | 30 setembre 2013 | 2 juny 2014      | 19       | Milena Gabanelli | 2.065.000      | 7,44%  |
| 18     | 5 octubre 2014   | 7 juny 2015      | 21       | Milena Gabanelli | 2.222.000      | 9,13%  |
| 19     | 11 octubre 2015  | 5 juny 2016      | 19       | Milena Gabanelli | 2.197.000      | 9,12%  |
| 20     | 10 octubre 2016  | 28 novembre 2016 | 18       | Milena Gabanelli | 1.867.000      | 7,29%  |
| 20     | 27 març 2017     | 5 juny 2017      | 18       | Sigfrido Ranucci | 1.867.000      | 7,29%  |
| 21     | 23 octubre 2017  | 11 juny 2018     | 20       | Sigfrido Ranucci | 1.684.000      | 6,62%  |
| 22     | 22 octubre 2018  | 16 juny 2019     | 21       | Sigfrido Ranucci | 1.693.000      | 7,00%  |
| 23     | 21 octubre 2019  | en curs          | 10       | Sigfrido Ranucci |                |        |